# Kirsty MacColl
Kirsty Anna MacColl (Croydon, 10 de outubro de 1959 — Cozumel, 18 de dezembro de 2000) foi uma cantora e compositora britânica, classificada como uma das maiores compositoras de todos os tempos por diversos veículos.

## Discografia
Álbum de estúdio
- 1981 - Desperate Character
- 1989 - Kite
- 1991 - Electric Landlady
- 1993 - Titanic Days
- 2000 - Tropical Brainstorm

Coleções
- 1985 - Kirsty MacColl
- 1993 - The Essential Collection
- 1995 - Galore
- 1998 - What Do Pretty Girls Do?
- 2001 - The One and Only
- 2005 - From Croydon to Cuba... An Anthology
- 2005 - The Best of

Músicas
- 1979 - They Don't Know
- 1981 - Keep Your Hands Off My Baby
- 1981 - There's a Guy Works Down the Chip Shop Swears He's Elvis
- 1981 - See That Girl
- 1981 - You Still Believe in Me
- 1983 - I Want Out (com Matchbox)
- 1983 - Berlin
- 1983 - Terry
- 1984 - A New England
- 1985 - He's On the Beach
- 1987 - Fairytale of New York (com The Pogues)
- 1989 - Free World
- 1989 - Days
- 1989 - Innocence
- 1990 - Don't Come the Cowboy With Me Sonny Jim!
- 1990 - Miss Otis Regrets/Just One of Those Things (com The Pogues)
- 1991 - Walking Down Madison
- 1991 - My Affair
- 1991 - All I Ever Wanted
- 1993 - Angel
- 1995 - Caroline
- 1995 - Perfect Day
- 1999 - Mambo de la Luna
- 2000 - In These Shoes
- 2005 - Sun On the Water